# Győri Ilona
Győri Ilona (Fonyód, 1929. január 18. – Leányfalu, 2001. december 14.) Jászai Mari-díjas magyar színművésznő.

## Élete
1948-ban a Országos Magyar Színművészeti Akadémián végzett, utána Nemzeti Színházhoz került. 1952-ben a Magyar Néphadsereg Színházánál töltött egy évadot. Majd a szolnoki Szigligeti Színházhoz szerződött. 1945 után annak a kibontakozó, jelentős színésznemzedéknek a tagja volt, akiknek sorába Szirtes Ádám, Soós Imre és Horváth Teri is tartozott. 1966-tól 1988-ig a Pannónia Filmstúdió művésznője. A későbbi évek során Budapesten számos kiemelkedő külföldi filmalkotás szinkronszerepét vállalta el, nem állt távol tőle az oldottabb, derűsebb alakítások tolmácsolása sem. Hosszú betegség után hetvenkét esztendős korában hunyt el Leányfalun.

## Családja
Férje Fazekas István volt, akitől született a fia, Fazekas István színművész. Menye Antal Olga színésznő, akitől 1986-ban jött világra az unokája, Fazekas András.

## Színpadi szerepeiből
A Színházi adattárban regisztrált bemutatóinak száma: 93; ugyanitt tizenöt színházi felvételen is látható.
- Katona József: Bánk bán – Gertrudis
- Molière: Tartuffe – Elmira asszony
- Schiller – Stuart Mária
- O’Neill: Boldogtalan hold – Josie Hogan

## Filmszerepei
- Családi album (2000 – 2001)
- Szamba (1995)
- Tous les garçons et les filles de leur âge... (1994)
- Üres lap (1994)
- Kisváros (1993) tv-sorozat – Juci néni
- Rizikó (1993) tv-sorozat
- Szomszédok (1987) tv-sorozat – Joli, Takács Lenke sógornője
- Egy diáktüzér naplója (1992)
- Família Kft. (1991-1992) – Lujzi / Vevő / Lujza
- Édes Anna (1990) – Etel
- Nem érsz a halálodig (1990)
- Angyalbőrben (1990)
- Családi kör (1990)
- Eszmélet (1989)
- Fagylalt tölcsér nélkül (1989)
- Az öreg tekintetes (1987)
- Kreutzer szonáta (1987)
- A végtelenek a párhuzamosban találkoznak (1986)
- Kíváncsi Fáncsi (1986) (hang)
- Linda (1985 – 1986) – Bözsi néni
- Bevégezetlen ragozás (1985)
- Holt lelkek (1985) – Szobakevics felesége
- Kémeri (1985)
- Kispolgárok (1985) – Sztyepanida
- Tizenötezer pengő jutalom (1985)
- T.I.R. (1984) tv-sorozat
- Glória (1982)
- A névtelen vár (1982)
- Vízipók-csodapók (1982) (hang)
- Vuk (1981) – Vadász felesége (hang)
- Áramütés (1979)
- Tiszteletem, föorvos úr (1979)
- Mire a levelek lehullanak... (1978)
- Amerikai cigaretta (1978) – Pénztárosnő
- A Zebegényiek (1978)
- Ebéd (1978)
- Váljunk el ! (1978)
- A kard (1977)
- Beszterce ostroma (1976) – Lengefiné
- Barátom Bonca (1975) – Bence anyja
- Gúnyos mosoly (1974)
- Az ozorai példa (1973)
- Mézga család (1972) – Mézga Paula (hangja)
- Kukori és Kotkoda (1971 – 1972) – Klotild (hangja)
- Rózsa Sándor (1971) – Gárgyánné
- Szép magyar komédia (1970) – Borbála
- Falak (1968)
- Tízezer nap (1967)
- Jó utat, autóbusz (1961)